# Brooks' bladkoning
Brooks' bladkoning (Phylloscopus subviridis) is een zangvogel uit de familie Phylloscopidae. De vogel werd in 1872 beschreven door William Edwin Brooks.

## Verspreiding en leefgebied
Deze soort komt voor in de naaldbossen van Turkestan, noordoostelijk Afghanistan en noordelijk India.